# Адорф (Фогтланд)
Адорф (нем. Adorf/Vogtl.) — город в Германии, в земле Саксония. Подчинён земельной дирекции Кемниц. Входит в состав района Фогтланд. Население составляет 5323 человека (на 31 декабря 2010 года). Занимает площадь 42,80 км². Официальный код — 14 1 78 010.

## Ссылки

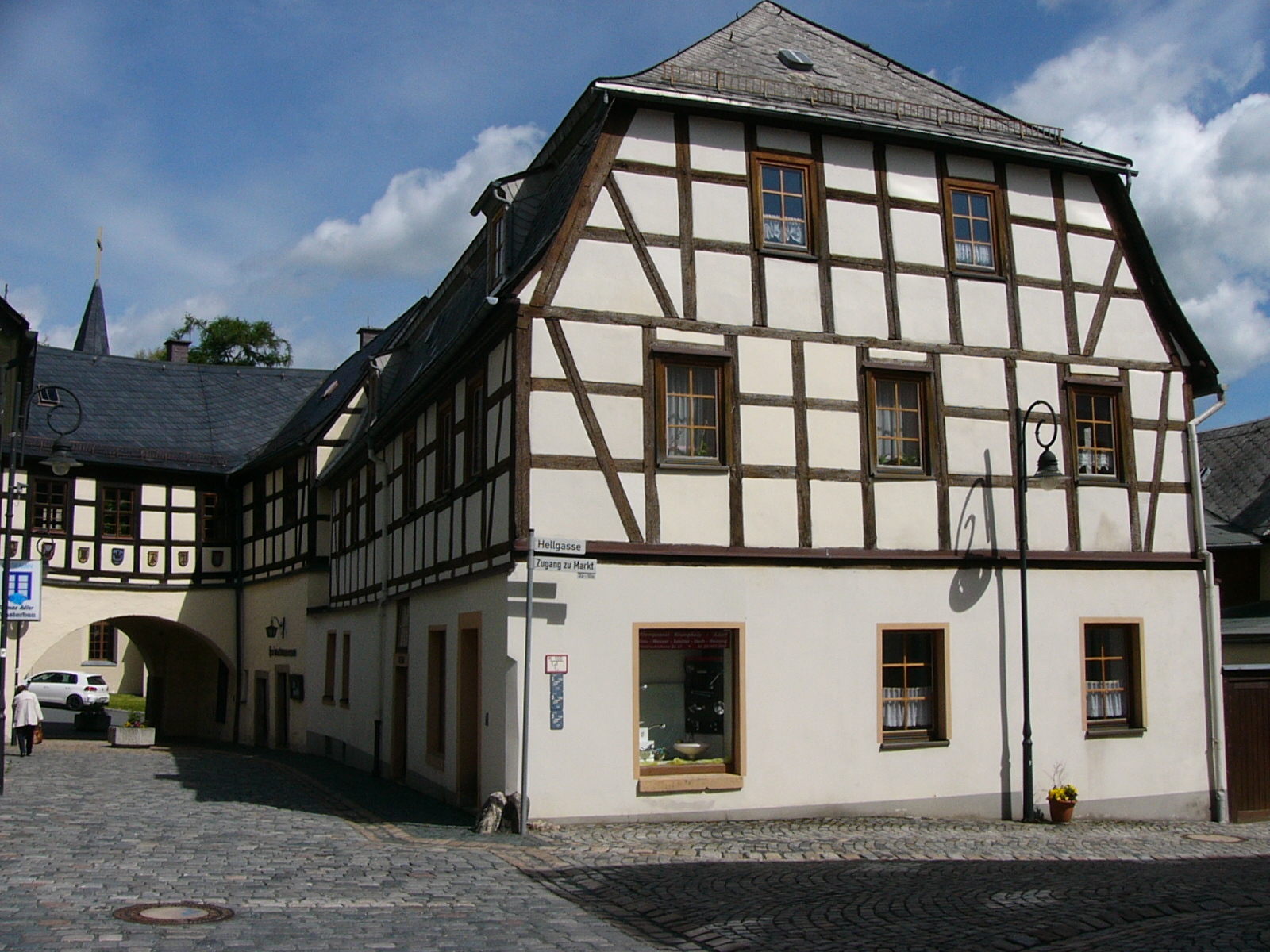
Дом в Адорфе